# گروم‌بریج ۱۶۱۸
گروم‌بریج ۱۶۱۸ یک ستاره است که در صورت فلکی خرس بزرگ قرار دارد.